# Lac Nevskoï
Le lac Nevskoï (en russe Невское озеро) est un lac lagune de l'île de Sakhaline, en Russie. Il a une superficie de 178 km² et est le plus vaste de l'île. Le bassin du lac a une superficie de 3050 km².

## Côte
Il est entouré de marécages à mousses de montagne sur les côtés est, nord et ouest. Au sud, il est séparé de la baie de Terpenia par la mer d'Okhotsk par un étroit cordon littoral.
Les rivières Olenja, Rukytama et d'autres se jettent dans le lac. Les fluctuations du niveau d'eau dépendent principalement des marées.

## Liens

### Littérature
- (ru) « (Невское) », dans Grande Encyclopédie soviétique (GEs),‎ 1969–1978, 3e éd. (lire en ligne)